# Vladimir Bassov
Pour les articles homonymes, voir Bassov.
Vladimir Pavlovitch Bassov (en russe : Владимир Павлович Басов), né à Ourazovo le 28 juillet 1923 et mort à Moscou le 17 septembre 1987, est un acteur, réalisateur et scénariste soviétique. Vladimir Bassov a été nommé Artiste du peuple de l'URSS en 1983.

## Biographie
Pendant la Seconde Guerre mondiale, Vladimir Bassov sert dans l'armée. Il est décoré de l'ordre de l'Étoile rouge et de l'ordre de la Guerre patriotique. En 1948, il rejoint le Parti communiste.
En 1952, Bassov est diplômé de l'Institut supérieur cinématographique d'État, où il a étudié sous l'autorité de Sergueï Ioutkevitch et de Mikhail Romm. Il devient réalisateur aux studios Mosfilm.
Son film Faits d'un jour passé (1981) est récompensé par le Prix des frères Vassiliev en 1982.
En 1983, l'artiste subit un premier accident vasculaire cérébral dont il garde des séquelles l'empêchant de retourner. Un deuxième AVC lui sera fatal au mois de septembre 1987. Bassov est inhumé au cimetière de Kountsevo.

## Vie privée
Il a été marié trois fois :
1. avec l'actrice Roza Makagonova (28 octobre 1927 — 18 avril 1995),
2. avec l'actrice Natalia Fateïeva dont il a un fils, Vladimir Bassov, né le 9 février 1959, également réalisateur,
3. avec l'actrice Valentina Titova avec qui il a un fils, Alexandre Bassov, né le 16 septembre 1965, également réalisateur, et une fille, Elizaveta Bassova, née en 1971.

## Filmographie

### Comme réalisateur (et scénariste)
- 1953 : Le Parasite (Нахлебник)
- 1954 : L'École du courage (Школа мужества)
- 1955 : Chute de l'émirat (Крушение эмирата)
- 1956 : Premières joies (Первые радости)
- 1956 : Un été exceptionnel (Необыкновенное лето)
- 1957 : Incident à la mine N°8 (Случай на шахте восемь)
- 1958 : La vie est passée (ru)
- 1959 : La Maison en or (Золотой дом)
- 1961 : Bataille sur la route (Битва в пути)
- 1963 : Silence (Тишина) (également scénariste)
- 1964 : La Tempête de neige (Метель) (également scénariste)
- 1968 : Le Glaive et le Bouclier (Щит и меч) (également scénariste)
- 1971 : Retour à la vie (Возвращение к жизни) (également scénariste)
- 1972 : Virage dangereux (Опасный поворот) (série télévisée - également scénariste)
- 1973 : 100 % Nylon (Нейлон 100%) (également scénariste)
- 1976 : Les Jours des Tourbine (Дни турбиных) (également scénariste)
- 1978 : Sur la rue on conduisait une commode ... (По улице комод водили ...)
- 1981 : Faits d'un jour passé (Факты минувшего дня) (également scénariste)
- 1984 : Époque et famille des Convey (Время и семья Конвей) (également scénariste)
- 1986 : Sept cris dans l'océan (Семь криков в океане) (également scénariste)

### Comme acteur
- 1964 : Je m'balade dans Moscou (Я шагаю по Москве) de Gueorgui Danelia (autre titre : Romance à Moscou)
- 1965 : Opération « Y » et autres aventures de Chourik (Операция «Ы» и другие приключения Шурика) de Leonid Gaïdaï
- 1965 : Trente-Trois (Тридцать три) de Gueorgui Danelia
- 1967 : Prestidigitateur (Фокусник) de Piotr Todorovski
- 1968 : Le Glaive et le Bouclier (Щит и меч) de lui-même
- 1969 : Crime et Châtiment (Преступление и наказание) de Lev Koulidjanov
- 1970 : La Fuite (Бег) d'Aleksandr Alov et Vladimir Naoumov
- 1971 : Retour à la vie (Возвращение к жизни) de lui-même
- 1973 : 100 % Nylon (Нейлон 100%) de lui-même
- 1973 : Le Garçon perdu (Совсем пропащий) de Gueorgui Danelia
- 1975 : Afonia (Афоня) de Gueorgui Danelia
- 1975 : Les Aventures Bouratino (Приключения Буратино) de Leonid Netchaev
- 1976 : Les Jours des Tourbine (Дни турбиных) de lui-même
- 1977 : À propos du Petit Chaperon rouge de Leonid Netchaev : le grand loup
- 1977 : Le Nez (Нос) de Rolan Bykov
- 1977 : Mimino (Мимино) de Gueorgui Danelia
- 1978 : Un chien marchait sur le piano (Шла собака по роялю) de Vladimir Grammatikov
- 1979 : L'Équipage du 747[1] (en russe : Ekipazh)
- 1979 : Les Aventures d'Elektronik (Приключения Электроника) de Konstantin Bromberg
- 1979 : Moscou ne croit pas aux larmes (Москва слезам не верит) de Vladimir Menchov
- 1979 : Pani Maria (Пани Мария) de Natalia Trochtchenko
- 1979 : Les Aventures du Prince Florizel (Приключения принца Флоризеля) d'Ievgueni Tatarski : inspecteur Trenton
- 1981 : Téhéran 43 (Тегеран-43) d'Aleksandr Alov et Vladimir Naoumov
- 1981 : Faits d'un jour passé (Факты минувшего дня) de lui-même
- 1981 : Soyez mon mari (Будьте моим мужем) d'Alla Sourikova
- 1981 : Sylva (Сильва) de Ian Frid : général Von Ronsdorf
- 1984 : Époque et famille Convey (Время и семья  Конвей) de lui-même

## Distinctions
- 1983 : Artiste du peuple de l'Union soviétique